# ワーレイ・アウヴェス
ワーレイ・アウヴェス（Warlley Alves、1991年1月4日 - ）は、ブラジルの男性総合格闘家。ミナスジェライス州ゴベルナドール・バラダレス出身。X-GYM所属。TUF Brazil 3ミドル級王者。ワルリー・アウベスとも表記される。

## 来歴
10歳からキックボクシングを始め、2011年にプロ総合格闘技デビュー。

### TUF
2014年、リアリティ番組「The Ultimate Fighter」のBrazil 3に参加。チェール・ソネン率いるチーム・ソネンに所属。ミドル級トーナメント1回戦でイズマエウ・ジ・ジェズスと対戦し、膝蹴りでKO勝ち。準決勝でヴァグナー・シウバと対戦し、ギロチンチョークで一本勝ちを収め決勝進出を果たした。

### UFC
2014年5月31日、UFC Fight Night: Miocic vs. Maldonadoのミドル級トーナメント決勝でマルシオ・アレッシャンドリと対戦し、ギロチンチョークで一本勝ちを収め優勝を果たした。
2014年11月8日、ウェルター級転向初戦となったUFC Fight Night: Shogun vs. St. Preuxでアラン・ジョウバンと対戦し、3-0の判定勝ちを収めた。
2019年5月11日、UFC 237でセルジオ・モラエスと対戦し、KO勝ち。パフォーマンス・オブ・ザ・ナイトを受賞した。
2021年1月20日、UFC on ESPN: Chiesa vs. Magnyでムニール・ラズィーズと対戦し、左ミドルキックでダウンを奪いパウンドで1RTKO勝ち。パフォーマンス・オブ・ザ・ナイトを受賞した。

## 戦績
| 総合格闘技 戦績 | 総合格闘技 戦績 | 総合格闘技 戦績 | 総合格闘技 戦績 | 総合格闘技 戦績 | 総合格闘技 戦績 | 総合格闘技 戦績 |
| --------------- | --------------- | --------------- | --------------- | --------------- | --------------- | --------------- |
| 21 試合         | (T)KO           | 一本            | 判定            | その他          | 引き分け        | 無効試合        |
| 14 勝           | 4               | 6               | 4               | 0               | 0               | 0               |
| 7 敗            | 3               | 1               | 3               | 0               | 0               | 0               |

| 勝敗 | 対戦相手                             | 試合結果                                       | 大会名                                                              | 開催年月日     |
| ×    | イクラム・アリスケロフ               | 1R 2:07 TKO（左飛び膝蹴り→スタンドパンチ連打） | UFC 294: Makhachev vs. Volkanovski 2                                | 2023年10月21日 |
| ×    | ニコラス・ダルビー                   | 5分3R終了 判定1-2                              | UFC 283: Teixeira vs. Hill                                          | 2023年1月21日  |
| ×    | ジェレマイア・ウェルズ               | 2R 0:30 KO（右ストレート→パウンド）            | UFC Fight Night: Gane vs. Volkov                                    | 2021年6月26日  |
| ○    | ムニール・ラズィーズ                 | 1R 2:35 TKO（左ミドルキック→パウンド）         | UFC on ESPN 20: Chiesa vs. Magny                                    | 2021年1月20日  |
| ×    | ランディ・ブラウン                   | 2R 1:22 三角絞め                               | UFC Fight Night: Błachowicz vs. Jacaré                              | 2019年11月16日 |
| ○    | セルジオ・モラエス                   | 3R 4:13 KO（右飛び膝蹴り→右アッパー）          | UFC 237: Namajunas vs. Andrade                                      | 2019年5月11日  |
| ×    | ジェームス・クラウス                 | 2R 2:28 TKO（跳び膝蹴り→スタンドパンチ連打）   | UFC Fight Night: Gaethje vs. Vick                                   | 2018年8月25日  |
| ○    | スルタン・アリエフ                   | 2R 終了 TKO（ドクターストップ）                | UFC 224: Nunes vs. Pennington                                       | 2018年5月12日  |
| ○    | サリム・トゥアリ                     | 5分3R終了 判定3-0                              | UFC Fight Night: Cowboy vs. Till                                    | 2017年10月21日 |
| ×    | カマル・ウスマン                     | 5分3R終了 判定0-3                              | UFC Fight Night: Bader vs. Nogueira 2                               | 2016年11月19日 |
| ×    | ブライアン・バーバリーナ             | 5分3R終了 判定0-3                              | UFC 198: Werdum vs. Miocic                                          | 2016年5月14日  |
| ○    | コルビー・コヴィントン               | 1R 1:26 ギロチンチョーク                       | UFC 194: Aldo vs. McGregor                                          | 2015年12月12日 |
| ○    | ノーディン・タレブ                   | 2R 4:11 ギロチンチョーク                       | UFC 190: Rousey vs. Correia                                         | 2015年8月1日   |
| ○    | アラン・ジョウバン                   | 5分3R終了 判定3-0                              | UFC Fight Night: Shogun vs. St. Preux                               | 2014年11月8日  |
| ○    | マルシオ・アレッシャンドリ           | 3R 0:25 ギロチンチョーク                       | UFC Fight Night: Miocic vs. Maldonado 【ミドル級トーナメント 決勝】 | 2014年5月31日  |
| ○    | マイク・ジャクソン                   | 1R 1:58 TKO（パンチ連打）                      | Jungle Fight 56                                                     | 2013年8月24日  |
| ○    | エデルソン・モレイラ                 | 1R 0:48 ギロチンチョーク                       | Jungle Fight 53                                                     | 2013年6月1日   |
| ○    | カルロス・アルベルト・ロハス         | 2R 0:48 肩固め                                 | Jungle Fight 46                                                     | 2012年12月13日 |
| ○    | アジウソン・フェルナンジス・ヒベイロ | 5分3R終了 判定3-0                              | Jungle Fight 44                                                     | 2012年10月27日 |
| ○    | ケウレス・アウブケルケ               | 5分3R終了 判定3-0                              | Gringo Fight: Fight Pavilion Special Edition 2                      | 2012年7月29日  |
| ○    | ヴァレス・オリベイラ                 | 1R 0:34 リアネイキドチョーク                   | Celeiro Combat 3                                                    | 2011年4月7日   |

## 獲得タイトル
- The Ultimate Fighter Brazil 3 ミドル級トーナメント 優勝（2014年）

## 表彰
- UFC パフォーマンス・オブ・ザ・ナイト（1回）